# Live at Checkers Tavern
Live at Checkers Tavern è il quarto album di Jason Ricci & New Blood, e il suo primo album dal vivo.

## Tracce
1. Wake County Stomp – 8:05
2. Blues Penitentiary – 9:03
3. Wish You Would – 7:19
4. Feel Good Funk – 20:22
5. Blue & Lonesome – 10:27
6. My Head Is a Bad Neighborhood – 4:49
7. Reverse Technology – 16:25